# District de Home
 (février 2025).
Si vous disposez d'ouvrages ou d'articles de référence ou si vous connaissez des sites web de qualité traitant du thème abordé ici, merci de compléter l'article en donnant les références utiles à sa vérifiabilité et en les liant à la section « Notes et références ».
 (février 2025).
La mise en forme du texte ne suit pas les recommandations de Wikipédia : il faut le « wikifier ».
Les points d'amélioration suivants sont les cas les plus fréquents. Le détail des points à revoir est peut-être précisé sur la page de discussion.
- Les titres sont pré-formatés par le logiciel. Ils ne sont ni en capitales, ni en gras.
- Le texte ne doit pas être écrit en capitales (les noms de famille non plus), ni en gras, ni en italique, ni en « petit »…
- Le gras n'est utilisé que pour surligner le titre de l'article dans l'introduction, une seule fois.
- L'italique est rarement utilisé : mots en langue étrangère, titres d'œuvres, noms de bateaux, etc.
- Les citations ne sont pas en italique mais en corps de texte normal. Elles sont entourées par des guillemets français : « et ».
- Les listes à puces sont à éviter, des paragraphes rédigés étant largement préférés. Les tableaux sont à réserver à la présentation de données structurées (résultats, etc.).
- Les appels de note de bas de page (petits chiffres en exposant, introduits par l'outil «  Source ») sont à placer entre la fin de phrase et le point final[comme ça].
- Les liens internes (vers d'autres articles de Wikipédia) sont à choisir avec parcimonie. Créez des liens vers des articles approfondissant le sujet. Les termes génériques sans rapport avec le sujet sont à éviter, ainsi que les répétitions de liens vers un même terme.
- Les liens externes sont à placer uniquement dans une section « Liens externes », à la fin de l'article. Ces liens sont à choisir avec parcimonie suivant les règles définies. Si un lien sert de source à l'article, son insertion dans le texte est à faire par les notes de bas de page.
- La présentation des références doit suivre les conventions bibliographiques. Il est recommandé d'utiliser les modèles {{Ouvrage}}, {{Chapitre}}, {{Article}}, {{Lien web}} et/ou {{Bibliographie}}. Le mode d'édition visuel peut mettre en forme automatiquement les références.
- Insérer une infobox (cadre d'informations à droite) n'est pas obligatoire pour parachever la mise en page.

Pour une aide détaillée, merci de consulter Aide:Wikification.
Si vous pensez que ces points ont été résolus, vous pouvez retirer ce bandeau et améliorer la mise en forme d'un autre article.
Le district de Home était l'un des quatre districts de la province de Québec créés en 1788 dans les régions de l'ouest du district de Montréal qui fut détachés en 1791 pour créer la nouvelle colonie du Haut-Canada. Il a été aboli avec l’adoption du système de comté en 1849.

## Evolution territoriale
Créé à l'origine sous le nom de district de Nassau en 1788, il a été renommé « Home District » en 1792, Le district était à l'origine délimité à l'est par une ligne allant du nord au sud depuis l'embouchure de la rivière Trent et à l'ouest par une ligne allant du nord au sud « coupant la projection extrême de Long Point dans le lac Érié ». Les limites nord étaient vagues et chevauchaient les terres autochtones. Le chef-lieu du district était à l'origine Newark, puis Niagara-on-the-Lake.
En plein 1798, le district de Niagara a été créé à partir des comtés de Lincoln et de Haldimand, et le district de London a été formé à partir du comté de Middlesex, du comté de Norfolk et du comté d'Oxford. Les deux district furent détachés du district de Home. Le reste du district de home fut séparé tel que suit :
| Comté de Northumberland                                                                                             | Comté de Durham | Comté de York       | Comté de York | Comté de Simcoe |
| --- | --- | ------------------- | --- | --- |
| Les cantons de - Murray - Cramahé - Haldimand - Hamilton - Elmwick - Percy - Seymour avec la péninsule de Newcastle | Les cantons de - Hope - Clarke - Darlington avec toute l'étendue de terre... qui se trouve au sud des petits lacs au-dessus du lac Rice, et la communication entre eux et la communication entre la limite est du canton de Hope et la limite ouest du canton de Darlington, prolongée vers le nord à quinze degrés ouest, jusqu'à ce qu'ils croisent l'un desdits lacs, ou la communication entre eux... | Est de l'Angleterre | Les cantons de - Whitby - Pickering - Scarborough - York - Etobicoke - Markham - Vaughan - King - Whitchurch - Uxbridge - Gwillimbury et le terrain... située entre le comté de Durham et le lac Simcoe ... | ... Matchedash, Gloucester ou Penetanguishene, ainsi que l'île du Prince William Henry, et toutes les terres situées entre le district de Midland et une ligne dirigée plein nord à partir d'une certaine limite fixe (à une distance d'environ cinquante milles au nord-ouest de la sortie de la baie de Burlington ) jusqu'à ce qu'elle croise les limites nord de la province... |
| Les cantons de - Murray - Cramahé - Haldimand - Hamilton - Elmwick - Percy - Seymour avec la péninsule de Newcastle | Les cantons de - Hope - Clarke - Darlington avec toute l'étendue de terre... qui se trouve au sud des petits lacs au-dessus du lac Rice, et la communication entre eux et la communication entre la limite est du canton de Hope et la limite ouest du canton de Darlington, prolongée vers le nord à quinze degrés ouest, jusqu'à ce qu'ils croisent l'un desdits lacs, ou la communication entre eux... | Ouest-Rivieres      | - les cantons de Beverley et Flamborough - une grande partie de la bande de terre sur la rivière Grand occupée par les Indiens des Six Nations qui se trouve au nord de la rue Dundas - toutes les terres entre ladite étendue et la circonscription est du comté de York - avec les terres réservées à l'arrière des cantons de Blenheim et de Blandford | ... Matchedash, Gloucester ou Penetanguishene, ainsi que l'île du Prince William Henry, et toutes les terres situées entre le district de Midland et une ligne dirigée plein nord à partir d'une certaine limite fixe (à une distance d'environ cinquante milles au nord-ouest de la sortie de la baie de Burlington ) jusqu'à ce qu'elle croise les limites nord de la province... |

### Réductions et abolitions
La taille du district a été réduite en plusieurs étapes au cours des années suivantes.
La loi de 1798 prévoyait que le comté de Durham et le comté de Northumberland, à la demande d'une majorité de leurs cantons, pourraient être détachés pour former le district de Newcastle. Cela s'est produit en 1802.
En 1816, les parties suivantes du district ont été détachées pour former le comté de Halton dans le district de Gore nouvellement créé :
 
En 1837, le district de Simcoe a été séparé et provient du comté de Simcoe.
En 1849, le District de Home fut dissous et remplacé à des fins municipales par le comté de York, qui fut réorganisé plus tard cette année-là pour créer les comtés unis de York, Ontario et Peel.

## Lectures complémentaires
- Frederick Henry Armstrong, Handbook of Upper Canadian Chronology, Toronto, Dundurn Press, coll. « Dundurn historical document series, no. 3 », 1985 (ISBN 978-0-919670-92-1, OCLC 12966852) First published as Frederick Henry Armstrong, Handbook of Upper Canadian chronology and territorial legislation, London, Ont., Lawson Memorial Library at The University of Western Ontario, 1967 (OCLC 20212)
- « Early Districts and Counties 1788-1899 », Archives of Ontario (consulté le 30 mai 2016)